# Pareiasauridae
Die Pareiasauridae sind frühe anapside Reptilien. Sie lebten vom Mittleren bis zum Oberen Perm zunächst im heutigen südlichen Afrika und breiteten sich dann nach Europa und Asien aus. Alle Kontinente waren im Perm zum Superkontinent Pangaea zusammengeschlossen. Zu ihrer Zeit waren sie die größten und schwersten Landtiere. Die Pareiasauridae fielen dem größten bekannten Massenaussterben am Ende des Perm zum Opfer.
Die verschiedenen Gattungen der Pareiasauridae erreichten Längen von 60 Zentimeter (Elginia) bis zu 3 Meter und, bei den großen Formen (Scutosaurus und Pareiasaurus), ein geschätztes maximales Gewicht von 600 Kilogramm. Sie hatten massive, plumpe Körper mit stämmigen Beinen. Der Schwanz war kurz. Der Kopf und Teile des Körpers waren, wahrscheinlich zum Schutz vor Raubtieren, mit knöchernen Stacheln und Panzerplatten versehen. Potentielle Fressfreinde waren die Gorgonopsiden aus der Gruppe der Therapsiden („frühe Säugerverwandte“). Die Pareiasauridae waren Pflanzenfresser, ihre Zähne ähneln denen der herbivoren Leguane.
Bis zum Anfang der 2000er Jahre vertraten einige Wissenschaftler die These, dass die Schildkröten heute noch lebende Pareiasauridae sind. Der Schildkrötenpanzer soll sich aus den Knochenplatten der Pareiasauridae entwickelt haben. Inzwischen deuten neuere Untersuchungen darauf hin, dass die Schildkröten zu den Diapsiden gehören.

## Gattungen
- Anthodon
- Arganaceras
- Bradysaurus
- Deltavjatia
- Elginia
- Embrithosaurus
- Nanopareia
- Nochelesaurus
- Pareiasaurus
- Pareiasuchus
- Scutosaurus
- Shihtienfenia
- Velosauria